# Борское (Калининградская область)
 Борское  — посёлок в Гвардейском городском округе Калининградской области. Входит в состав Славинского сельского поселения.

## Население
| 2002 | 2010 |
| ---- | ---- |
| 200  | ↘193 |

## История
В XIII-XVI веках селение под названием Шивенау принадлежало роду Виндекаймов.
В 1946 году  Шивенау переименовано в Борское.

## Известные уроженцы
Моисеев Александр Алексеевич (род. 1962)  — российский военачальник, ВриО Главнокомандующего ВМФ России (2024), бывший командующий Черноморским флотом (2018), Северным флотом (2022), адмирал, Герой Российской Федерации (2011).